# Haffla avenyn
Haffla avenyn – szósty album studyjny szwedzkiego zespołu Medina, wydany 29 maja 2015 roku.

## Lista utworów
Źródło: iTunes
| Nr  | Tytuł                      | Długość |
| --- | -------------------------- | ------- |
| 1.  | „Haffla avenyn”            | 3:13    |
| 2.  | „Kombi”                    | 3:12    |
| 3.  | „Tills vi koolar”          | 3:09    |
| 4.  | „Klimax” (feat. Kaliffa)   | 3:23    |
| 5.  | „Vapenvila” (feat. Dani M) | 3:31    |
| 6.  | „Frihet”                   | 3:36    |
| 7.  | „En minut bara”            | 3:27    |
| 8.  | „Se på mig nu”             | 3:20    |
| 9.  | „Doga Doga”                | 3:15    |
| 10. | „Marken under oss”         | 3:12    |

## Pozycje na listach
| Państwo | Lista (2015)  | Najwyższa pozycja |
| ------- | ------------- | ----------------- |
| Szwecja | Top 60 Albums | 6                 |